# Hunger Games : Lever de soleil sur la moisson
Hunger Games : Lever de soleil sur la moisson (titre original: The Hunger Games: Sunrise on the Reaping) est un roman dystopique paru le 18 mars 2025 puis le 20 mars 2025 en français, écrit par l'auteure américaine Suzanne Collins.
Il s'agit du deuxième roman préquel de la trilogie originale Hunger Games, après La Ballade du serpent et de l'oiseau chanteur, sorti en 2020. L'histoire, qui se déroule vingt-quatre ans avant les évènements de Hunger Games, se concentre sur Haymitch Abernathy, personnage clé de la saga principale.
Une adaptation cinématographique est annoncée pour 2026.

## Résumé
Haymitch Abernathy habite le District 12 avec sa mère et son petit-frère Sid. Sa petite-amie, Lenore Dove, est une Covey, un peuple itinérant d'artistes. Le jour de son seizième anniversaire coïncide avec celui de la moisson des 50e Hunger Games, une édition spéciale où les districts doivent envoyer deux fois plus de tributs qu'à l'accoutumée. L'un des tributs masculins sélectionné est tué lorsqu'il tente de s'échapper, et Haymitch est choisi à sa place, rejoignant ainsi les trois autres tributs : Wyatt Callow, Louella McCoy et Maysilee Donner. Plutarch Heavensbee, caméraman du Capitole, remet en scène la Moisson pour couvrir l'incident.
Arrivés au Capitole, les tributs du District 12 sont rapidement jugés comme faibles. Lors de la parade des tributs, un accident causé par la foule entraîne la mort de Louella. Dans le chaos, Haymitch dépose son corps au pied du Président Snow. Invité à la demeure des Heavensbee, le Président Snow présente à Haymitch une doublure droguée censée remplacer Louella, surnommée Loulou par Haymitch, Wyatt et Maysilee. Le District 12 n'ayant officiellement pas de précédents vainqueurs, Wiress, gagnante des 49e jeux originaire du District 3, et Mags, gagnante des 11e jeux originaire du District 4, deviennent les mentors des tributs. Elles conseillent à Haymitch d'adopter une personnalité provocatrice et insolente qui, malgré des scores d'évaluation catastrophiques, lui obtient le soutien du public lors des entretiens télévisés.
Durant l'entraînement, Beetee, un ancien gagnant du District 3 dont le fils Ampert a été sélectionné  pour le punir, recrute Haymitch pour saboter l'arène pendant les jeux, planifiant de faire exploser le réservoir d'eau sous l'arène pour noyer son système informatique. Les tributs du District 12 se regroupent avec un grand nombre de tributs adversaires dans une alliance, les « Nouveaux », qui fait face à celle des « Carrières », des tributs sur-entraînés favoris du Capitole. À l'aide de Plutarch, qui semble montrer des signes de défiance envers le Capitole, Haymitch appelle une dernière fois Lenore avant de rentrer dans l'arène.
Les jeux commencent dans une arène aux ressources naturelles hautement toxiques, surplombée par une montagne dans laquelle se cachent bon nombre de tributs. Ayant peur d'attirer la foudre de Snow sur les Nouveaux, et pour mettre à bien son plan, Haymitch se sépare de son alliance. Il tombe sur Loulou, comprenant que Wyatt est mort lors du bain de sang initial en tentant de la défendre, mais celle-ci trouve rapidement la mort en reniflant du pollen empoisonné. Haymitch retrouve Ampert et utilise son pendentif porte-bonheur, qui peut être utilisé comme un briquet, pour faire exploser le réservoir, ayant trouvé une entrée dans les tunnels d'où sortent les créations génétiques du Capitole. L'inondation perturbe l'arène mais ne parvient pas à la détruire, et Ampert est tué par une meute d'écureuils génétiquement modifiés envoyée pour le punir. Les Juges des Jeux font détonner la montagne, en réalité un volcan artificiel, tuant un grand nombre de tributs. Lors d'une rencontre avec les Carrières, durant laquelle Haymitch tue pour la première fois des adversaires, Maysilee le sauve à l'aide d'une fléchette empoisonnée, et les deux renouent leur alliance passée.
Toujours déterminé à détruire l'arène, Haymitch parvient à convaincre Maysilee d'explorer ses limites. Ils tombent nez à nez avec les Carrières et trois Juges des Jeux que Maysilee et Maritte, une tribut du District 4, tuent. Au bord de l'arène, Haymitch et Maysilee découvrent un groupe électrogène protégé par le champ de force qui marque la fin de l'arène. Après s'être séparée d'Haymitch, Maysilee est tuée par des oiseaux génétiquement modifiés, envoyés pour la punir d'avoir tué les Juges. Haymitch part à la recherche de Wellie du District 6, la dernière membre de l'alliance encore en vie, mais la trouve très affaiblie. L'abandonnant temporairement pour trouver du bois, Haymitch la retrouve décapitée par Silka, une Carrière du District 1. Étant les finalistes, Silka poursuit Haymitch jusqu'au bord de l'arène et meurt accidentellement lorsque sa hache, qui manque Haymitch de peu, est renvoyée dans sa direction par le champ de force. Haymitch, désormais le seul survivant et gagnant des 50e Jeux, perd connaissance après avoir causé une dernière explosion pour tenter de détruire l'arène.
Haymitch se réveille dans le Capitole, où il est coupé de contact extérieurs pendant plusieurs jours. Suite à sa victoire, on le force à participer à une série d'évènements publics durant lesquels il se rend compte que la version télévisée des Jeux a été lourdement modifiée pour cacher tous les actes séparatistes et l'alliance des Nouveaux. De retour dans le District 12, Haymitch assiste impuissant à l'incendie de sa maison, qui emporte sa mère et son frère. Il est brièvement réuni avec Lenore, mais celle-ci consomme un bonbon empoisonné, un coup du Président Snow. Elle meurt dans les bras d'Haymitch, l'implorant de ne plus jamais laisser le soleil se lever sur la Moisson.
Dévasté par la mort de ses proches, et comprenant que Snow continuera de tuer quiconque s'approche de lui, Haymitch s'isole dans la maison des gagnants et se noie dans l'alcool. Lors de la tournée de la victoire, Plutarch l'encourage à ne pas baisser les bras, croyant qu'il jouera un rôle clé dans une future rébellion. Dans l'épilogue, situé après la guerre, Haymitch parle de son passé à Katniss et Peeta, et se souvient tendrement de Lenore Dove en prenant soin d'œufs d'oie offerts par Peeta.

## Contexte
Le préquel commence le matin de la Moisson des 50e Hunger Games où Haymitch Abernathy, futur mentor de Katniss Everdeen et Peeta Mellark, est tiré au sort dans le District Douze.
La cinquantième édition des Hunger Games  (également connue sous le nom de deuxième Expiation) est déjà évoquée dans L'Embrasement, où l'on apprend notamment que deux fois plus de tributs sont exceptionnellement tirés au sort dans les districts, et qu'Haymitch remporte ces jeux en utilisant un défaut de conception de l'arène, provoquant la colère du Président Snow qui fait assassiner sa famille et sa petite amie.
Collins s'inspire du philosophe écossais David Hume, en particulier de ses idées sur la soumission implicite et de « la facilité avec laquelle la majorité est gouvernée par une minorité ». Le livre s'ouvre sur deux citations de Hume tiré de l'Enquête sur l'entendement humain (1748), Essais moraux et politiques, (1788), ainsi qu'une citation de George Orwell et William Blake . Les questions entourant l'utilisation de la propagande et le pouvoir des récits médiatiques inspirent également Collins à explorer le concept de la réalité et du mensonge dans le roman.